# Club de Deportes Santa Cruz
O Club de Deportes Santa Cruz é um clube de futebol do Chile, localizado na cidade de Santa Cruz na Região do Libertador General Bernardo O'Higgins.

## História
O Club Unión e o Club Comercio eram grandes rivais, só que no dia 25 de maio de 1913, os dirigentes de ambos os clubes decidiram fusionar suas agremiações, buscando potenciar o futebol da cidade de Santa Cruz através do Unión Comercio, o nome designado à equipe após a fusão. Em 1983, a equipe passa a se chamar Club Unión Santa Cruz. Desde 1998, o clube é conhecido como Deportes Santa Cruz. O elenco unionista soma dois títulos em sua história: a Terceira Divisão, em 1991, e a Terceira Divisão B, em 2012. 

## Títulos

### Nacionais
- Campeonato Chileno da Terceira Divisão: 1991.
- Campeonato Chileno da Terceira Divisão B: 2012.

## Dados do clube
- Temporadas na 2ª Divisão: 18 (1983-1987, 1992-1997, 2019-)
- Temporadas na 3ª Divisão: 20 (1981-1982, 1988-1991, 1998-2008, 2015-2018)
- Temporadas na 4ª Divisão: 5 (2009-2011, 2013-2014)
- Temporadas na 5ª Divisão: 1 (2012)